# Sandra Osborne

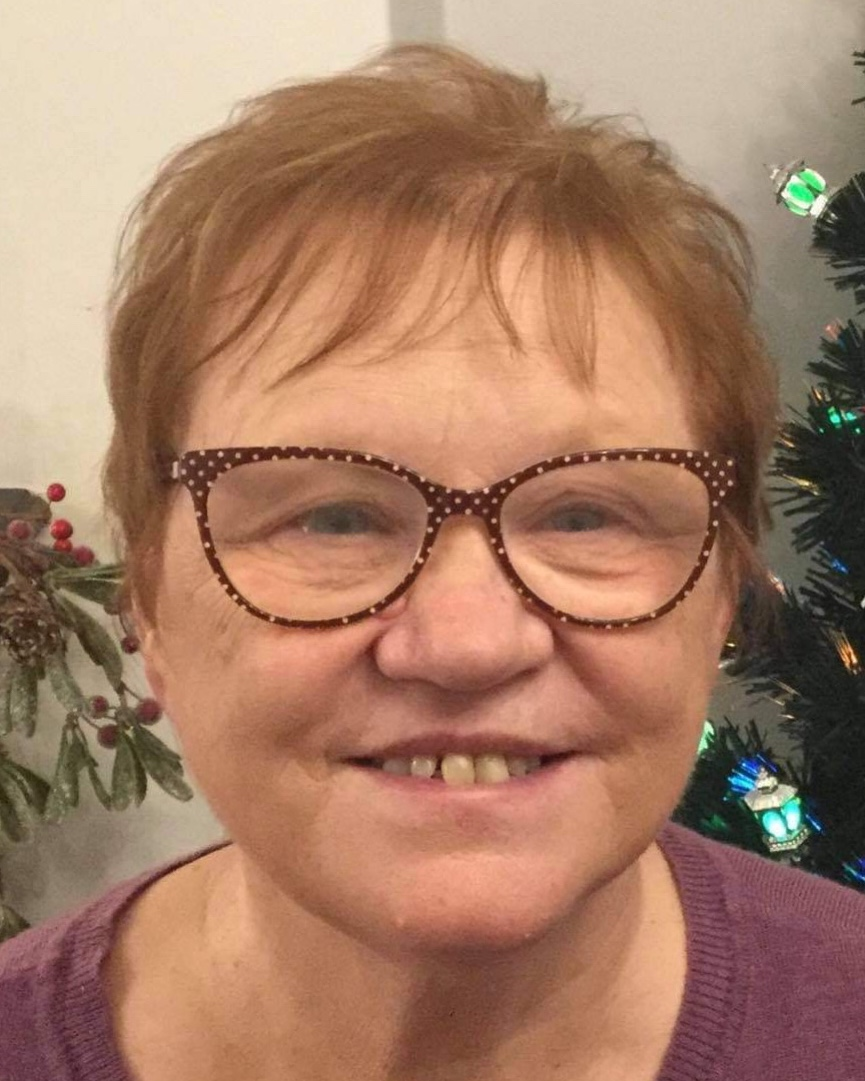
Sandra Osborne, 2021

Sandra Osborne (* 23. Februar 1956 als Sandra Clark) ist eine Politikerin der Scottish Labour Party.

## Leben
Osborne wurde als zweitältestes von fünf Kindern geboren. Sie besuchte eine Schule in Paisley, bevor sie an einer Abendschule einen höheren Abschluss erwarb, um das Jordanhill College zu besuchen. Dieses verließ sie mit einem Diplom aus dem Bildungsbereich. In Glasgow war sie dann als Beraterin tätig, bevor sie 14 Jahre lang für eine Frauenhilfsorganisation in Kilmarnock arbeitete. Ein Teilzeitstudium an der Universität von Strathclyde schloss Osborne mit als Master in Gleichstellung und Diskriminierung ab. Für ihre Tätigkeit in der Frauenhilfe war sie 1997 für die Wahlen zur Schottischen Frau des Jahres nominiert. Osborne ist verheiratet und Mutter zweier Töchter.

## Politischer Werdegang
Nachdem Osborne bereits in verschiedene Regionalräte gewählt worden war, trat sie bei den Unterhauswahlen 1997 erstmals zu Wahlen auf nationaler Ebene an. Als Kandidatin der Labour Party im Wahlkreis Ayr beerbte sie ihren Ehemann, der bei den vorangegangenen Wahlen mit einer Differenz von nur 85 Stimmen das Unterhausmandat gegen den Konservativen Phil Gallie verpasste. Seit seiner Einführung 1950 entsandte der Wahlkreis ausschließlich konservative Politiker. Mit einem deutlichen Stimmzuwachs gelang es Osborne erstmals das Mandat für die Labour Party zu gewinnen. Während der Wahlperiode war Osborne als Parliamentary Private Secretary für Brian Wilson und später George Foulkes eingesetzt.
Bei den Unterhauswahlen 2001 verteidigte Osborne trotz Stimmverlusten ihr Mandat. Abermals wurde sie Parliamentary Private Secretary, diesmal unter Helen Liddell. 2003 trat sie auf Grund von Unstimmigkeiten bezüglich der Irak-Politik von diesem Posten zurück. Vor den Unterhauswahlen 2005 wurde der Wahlkreis Ayr aufgelöst. Deshalb trat Osborne im neugeschaffenen Wahlkreis Ayr, Carrick and Cumnock an. Sie gewann das Mandat und konnte es bei den Wahlen 2010 mit leichten Stimmgewinnen verteidigen. Bei den Unterhauswahlen 2015 konnte sich Osborne nicht gegen den SNP-Kandidaten Corri Wilson durchsetzen und sie schied in der Folge aus dem britischen Unterhaus aus.